# Mantorville
La ville de Mantorville est le siège du comté de Dodge, dans l’État du Minnesota, aux États-Unis. Sa population s’élevait à 1 197 habitants lors du recensement de 2010, estimée à 1 216 habitants en 2017.

## Source
- (en) Cet article est partiellement ou en totalité issu de l’article de Wikipédia en anglais intitulé « Mantorville, Minnesota » (voir la liste des auteurs).